# Mindomys hammondi
Mindomys hammondi é uma espécie de roedor da família Cricetidae. É a única espécie descrita para o gênero Mindomys.
É endêmica do Equador.